# Marsopstraße 6a/6b/6c (München)

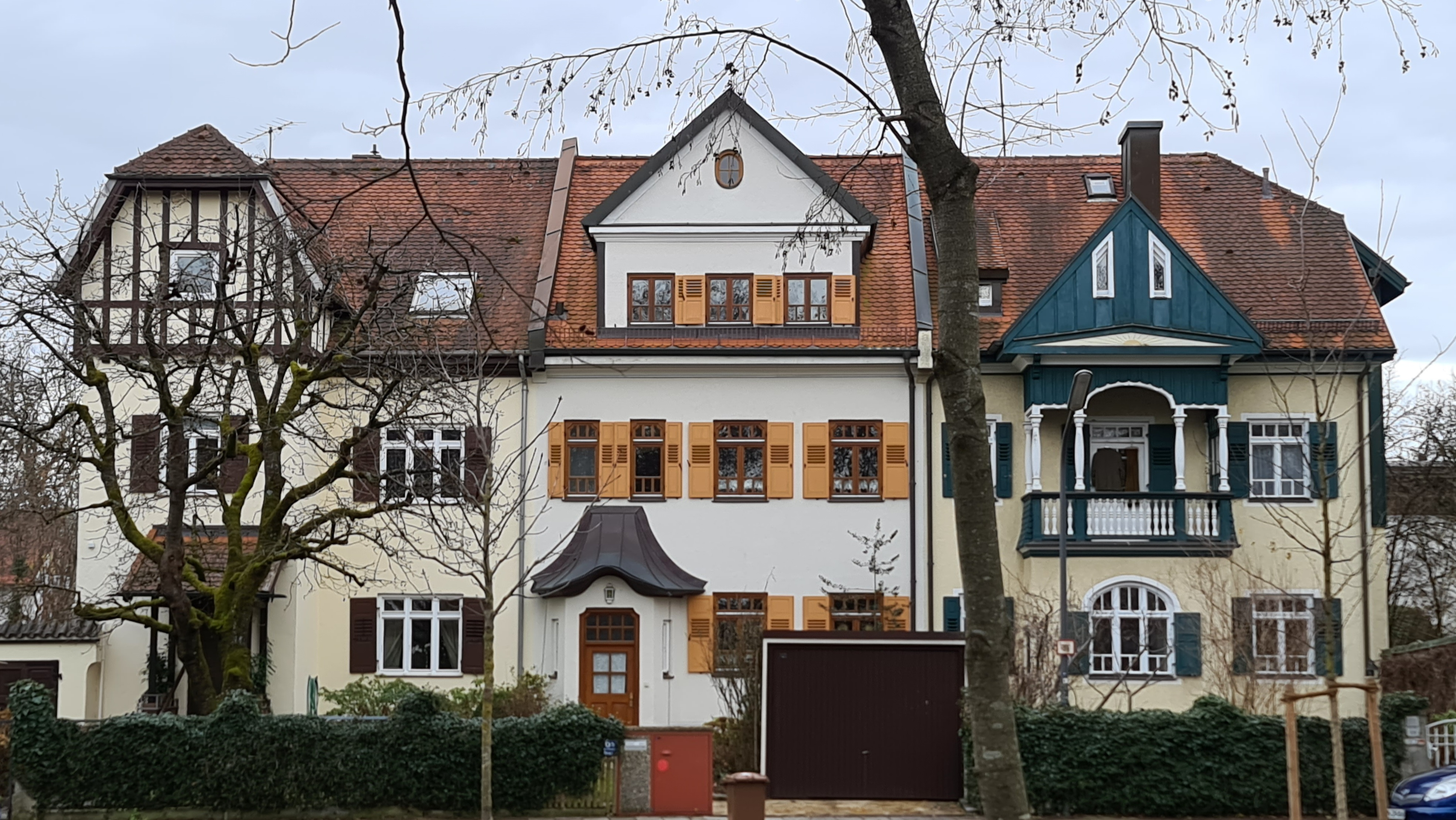
Dreifachhaus Marsopstraße 6a/6b/6c im Stadtteil Obermenzing von München

Das Gebäude Marsopstraße 6a/6b/6c im Stadtteil Obermenzing der bayerischen Landeshauptstadt München wurde von 1907 bis 1909 errichtet. Das Dreifachhaus in Ecklage, das zur zweiten Phase der Bebauung der Villenkolonie Pasing I gehört, ist ein geschütztes Baudenkmal.
Der zweigeschossige Krüppelwalmdachbau mit Quergiebel, Putzfassade mit Zwerchhaus, Fachwerk, Eckrisalit, Anbauten und Holzloggia, wurde im Heimatstil von Ulrich Merk für August Exter errichtet. Jede Einheit des Dreifachhauses ist durch ein besonderes Motiv gekennzeichnet. 

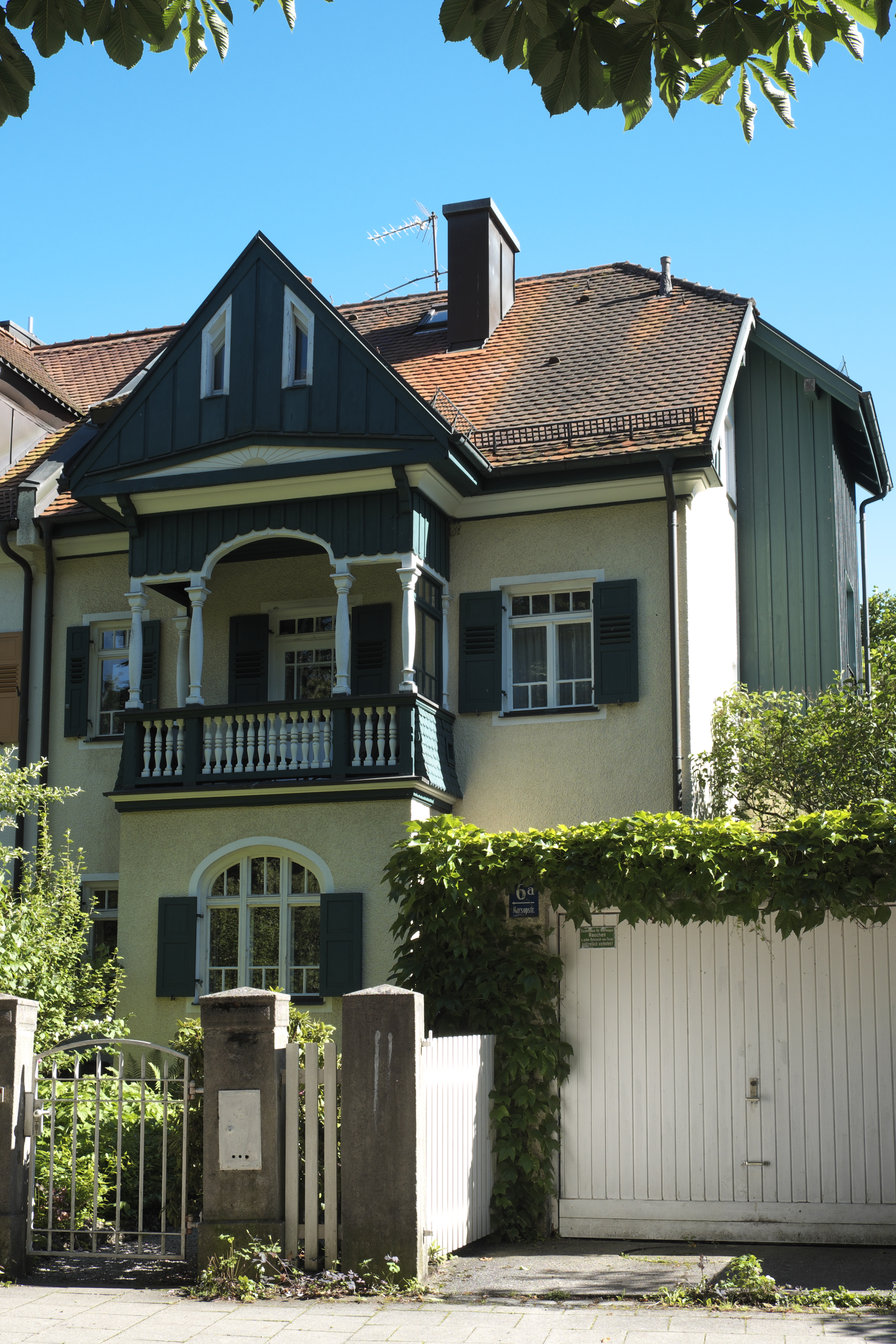
Haus 6a mit Holzloggia
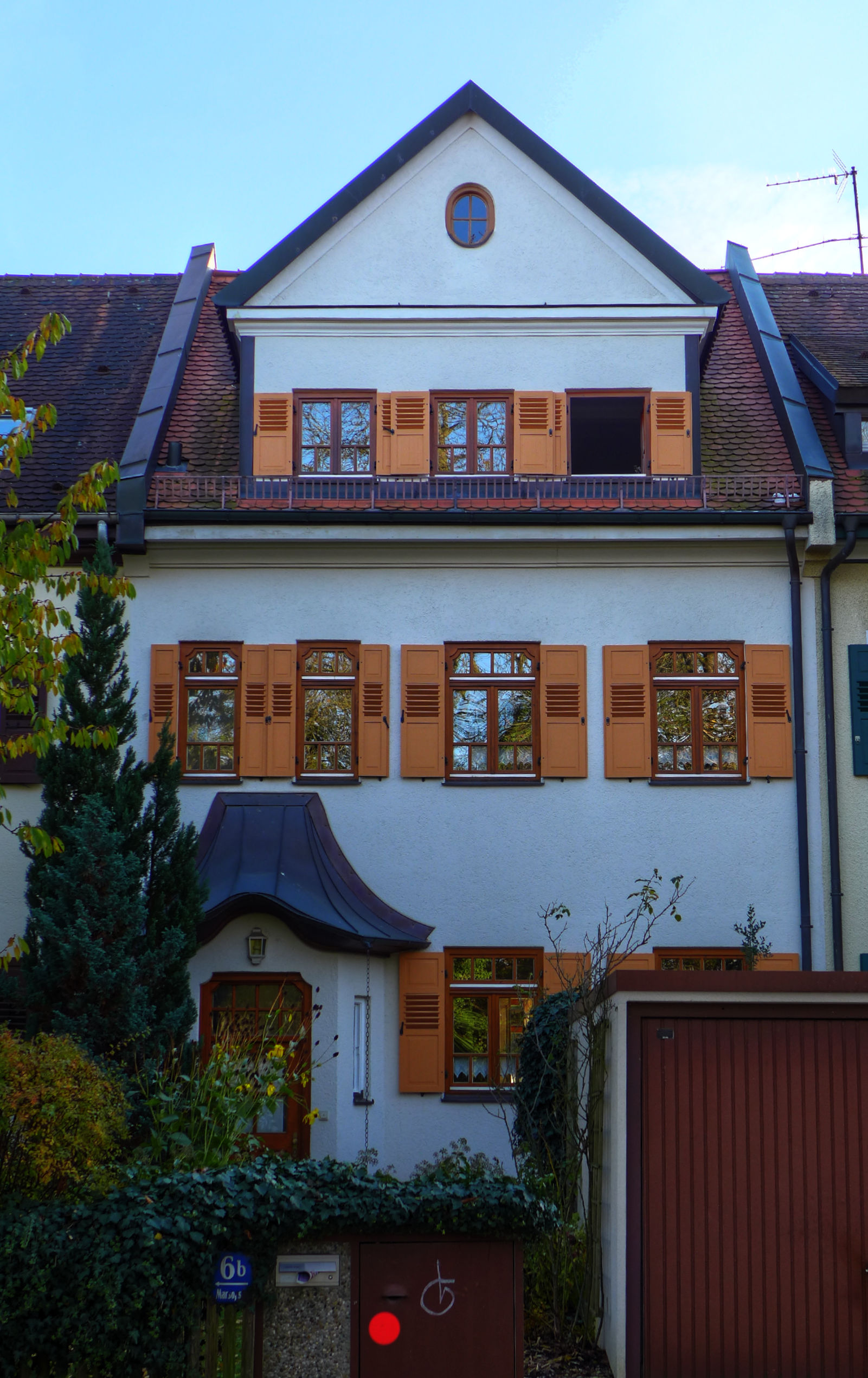
Haus 6b mit Zwerchhaus
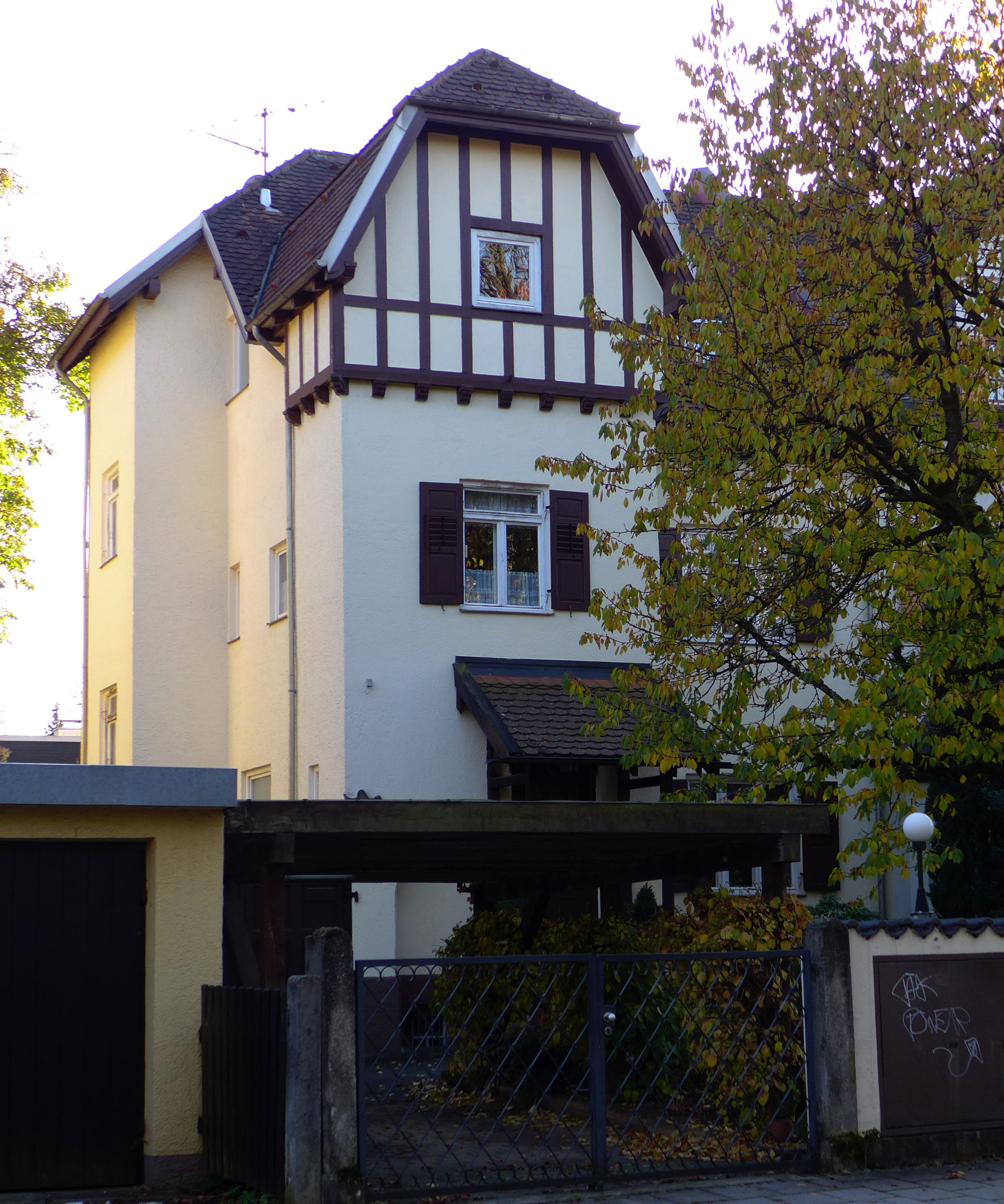
Haus 6c mit Fachwerkgiebel